# Élections législatives tuvaluanes de 2024
Des élections législatives ont lieu aux Tuvalu le 26 janvier 2024 afin de renouveler l'ensemble des députés du parlement national, le Fale i Fono, à l'issue de leur mandat de quatre ans.
Feleti Teo, soutenu par la majorité sortante, devient le nouveau Premier ministre à l'issue du scrutin.

## Contexte

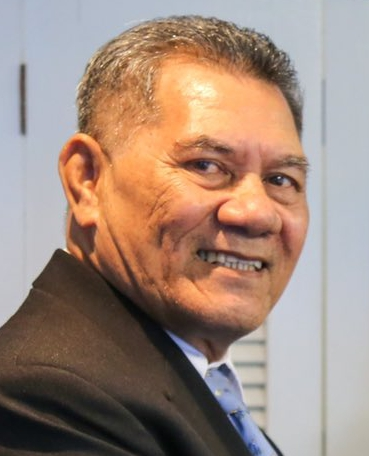
Kausea Natano.

Les Tuvalu sont une monarchie parlementaire fondée sur le modèle de Westminster. En tant que royaume du Commonwealth, le pays a pour chef d'État le roi Charles III, qui porte le titre de roi des Tuvalu. Ce dernier, doté d'un rôle purement cérémoniel, est représenté par un gouverneur général choisi par le gouvernement tuvaluan et dont les fonctions sont également d'ordre symbolique, bien que conservant certains pouvoirs de réserve. Le pouvoir exécutif est exercé par le Premier ministre et son Cabinet. Ceux-ci sont responsables face au Parlement, et ne demeurent en fonction que s'ils bénéficient de la confiance d'une majorité des députés. Il n'existe pas de partis politiques aux Tuvalu ; tous les candidats se présentent en indépendant, mais s'associent généralement à des factions formant une majorité et une opposition parlementaire. 
Les élections législatives de septembre 2019 conduisent à une alternance,. A la tête du gouvernement depuis 2013, le Premier ministre Enele Sopoaga voit ses soutiens perdre la majorité absolue au profit de ceux du chef de l'Opposition parlementaire sortante, Kausea Natano. Celui ci devient Premier ministre par dix voix contre six pour Sopoaga, tandis que Samuelu Teo est élu à la présidence de l'assemblée.
Le parlement et le gouvernement issus des élections de 2024 devront choisir de ratifier ou non le traité signé en novembre 2023 avec l'Australie par le gouvernement Natano. Par ce traité de l'Union falepili, l'Australie permet à tout citoyen tuvaluan d'émigrer en Australie et d'y bénéficier pleinement de droits sociaux, avec un quota de 280 migrants par an. L'Australie s'engage à aider les Tuvalu à s'adapter au réchauffement climatique, notamment en construisant de nouvelles terres suffisamment au-dessus du niveau de la mer à Funafuti. Enfin, l'Australie se rend garante de la sécurité intérieur et de la défense des Tuvalu, les Tuvalu s'engageant en retour à ne signer aucun accord de sécurité et de défense avec un pays tiers sans l'accord de l'Australie,. Le chef de l'opposition parlementaire, Enele Sopoaga, décrit cet accord comme une expression du « défaitisme » de Kausea Natano face au réchauffement climatique, et dénonce ce qu'il qualifie de « pacte militaire déguisé en réponse au changement climatique » et attentatoire à la souveraineté des Tuvalu. De ce fait, le traité devient un enjeu de campagne pour les élections législatives de janvier 2024,.
Deux jours avant le scrutin, le ministre des Finances Seve Paeniu indique qu'après les élections le gouvernement étudiera probablement la question de maintenir ou non les relations diplomatiques des Tuvalu avec Taïwan, ou bien de suivre l'exemple récent de Nauru qui a rompu ses relations avec Taïwan au profit de la république populaire de Chine. Seve Paeniu explique : « Cela dépend quel pays partenaire est capable de répondre à nos besoins et de soutenir nos priorités et nos aspirations en matière de développement ».

## Système électoral
Le Fale i Fono est un parlement unicaméral composé de 16 sièges pourvus pour quatre ans au scrutin plurinominal majoritaire à un tour dans huit circonscriptions de deux sièges chacune. Les électeurs disposent dans chaque circonscriptions de deux voix qu'ils répartissent aux candidats de leur choix, à raison d'une voix par candidat. Après décompte des suffrages, les deux candidats ayant recueilli le plus de voix dans leur circonscriptions sont déclarés élus. 
Les huit circonscriptions électorales correspondent aux huit atolls ou îles habités du pays, avec un nombre de sièges proportionnel à leur population. Jusqu'en 2019, celle de Nukulaelae ne détenait ainsi qu'un seul sièges, de facto élu au scrutin uninominal majoritaire à un tour.

## Résultats
Les seize députés sortants se représentent ; deux sont reconduits sans adversaire dans la circonscription de Nukulaelae et huit sont réélus. Le Premier ministre Kausea Natano est battu dans sa circonscription de Funafuti tandis que le chef de l'Opposition Enele Sopoaga conserve son siège de député, de même que le ministre des Finances Seve Paeniu qui ambitionne d'être Premier ministre. Le vice-Premier ministre Kitiona Tausi, le ministre de la Santé Isaia Taape, le ministre de l'Énergie Nielu Meisake et le président du Parlement (et député d'opposition) Samuelu Teo perdent tous leurs sièges au Parlement. En tout, sept membres de la majorité sortante et trois membres de l'opposition sortante sont réélus ou reconduits.
| Faction                   | Faction                            | Voix | %   | Sièges | +/-           |  |
| ------------------------- | ---------------------------------- | ---- | --- | ------ | ------------- |  |
|                           | Partisans du gouvernement sortant  |      |     | 11     | 1             |  |
|                           | Partisans de l'opposition sortante |      |     | 5      | 1             |  |
|                           |                                    |      |     |        |               |  |
| Votes valides             |                                    |      |     |        |               |  |
| Votes blancs et invalides |                                    |      |     |        |               |  |
| Total                     | Total                              |      | 100 | 16     | en stagnation |  |
| Abstention                |                                    |      |     |        |               |  |
| Inscrits / participation  |                                    |      |     |        |               |  |

Les résultats par circonscription sont les suivants. La couleur gris clair indique un député partisan du gouvernement Natano sortant ; le gris foncé, un partisan de l'opposition sortante.

### Funafuti
| Député sortant | Député sortant | Faction      | Fonctions        | Sortant se représente ? | Élu | Élu            | Faction |
| -------------- | -------------- | ------------ | ---------------- | ----------------------- | --- | -------------- | ------- |
|                | Kausea Natano  | Gouvernement | Premier ministre | oui                     |     | Tuafafa Latasi |         |
|                | Simon Kofe     | Gouvernement | simple député    | oui                     |     | Simon Kofe     |         |

| Candidat           | Voix | % | +/- | Résultat      |
| ------------------ | ---- | - | --- | ------------- |
| Tuafafa Latasi     | 351  |   |     | élu           |
| Simon Kofe         | 348  |   |     | réélu         |
| Kausea Natano      | 331  |   |     | sortant battu |
| Iosua Samasoni     | 53   |   |     |               |
| Luke Paeniu        | 37   |   |     |               |
| Jack Mataio Taleka | 9    |   |     |               |

### Nanumaga
| Député sortant | Député sortant | Faction      | Fonctions                                               | Sortant se représente ? | Élu | Élu           | Positionnement de l'élu |
| -------------- | -------------- | ------------ | ------------------------------------------------------- | ----------------------- | --- | ------------- | ----------------------- |
|                | Monise Laafai  | Opposition   |                                                         | oui                     |     | Monise Laafai |                         |
|                | Kitiona Tausi  | Gouvernement | vice-Premier ministre et ministre du Commerce extérieur | oui                     |     | Hamoa Holona  |                         |

| Candidat        | Voix | % | +/- | Résultat      |
| --------------- | ---- | - | --- | ------------- |
| Monise Laafai   | 292  |   |     | réélu         |
| Hamoa Holona    | 265  |   |     | élu           |
| Malofou Sopoaga | 251  |   |     |               |
| Kitiona Tausi   | 167  |   |     | sortant battu |

### Nanumea
| Député sortant | Député sortant  | Faction      | Fonctions                                          | Sortant se représente ? | Élu | Élu             | Positionnement de l'élu |
| -------------- | --------------- | ------------ | -------------------------------------------------- | ----------------------- | --- | --------------- | ----------------------- |
|                | Ampelosa Tehulu | Gouvernement | ministre de l'Environnement et des Infrastructures | oui                     |     | Ampelosa Tehulu |                         |
|                | Tiimi Melei     | Gouvernement | ministre de l'Éducation et des Sports              | oui                     |     | Tiimi Melei     |                         |

| Candidat             | Voix | % | +/- | Résultat |
| -------------------- | ---- | - | --- | -------- |
| Ampelosa Tehulu      | 490  |   |     | réélu    |
| Tiimi Melei          | 296  |   |     | réélu    |
| Temetiu Maliga       | 246  |   |     |          |
| Satini Manuella (en) | 178  |   |     |          |
| Falasese Tupou       | 130  |   |     |          |

### Niutao
| Député sortant | Député sortant    | Faction      | Fonctions                                                          | Sortant se représente ? | Élu | Élu               | Positionnement de l'élu |
| -------------- | ----------------- | ------------ | ------------------------------------------------------------------ | ----------------------- | --- | ----------------- | ----------------------- |
|                | Sa'aga Talu Teafa | Gouvernement | ministre des Autorités locales, de l'Agriculture, et de la Culture | oui                     |     | Sa'aga Talu Teafa |                         |
|                | Samuelu Teo       | Opposition   | président du Parlement                                             | oui                     |     | Feleti Teo        |                         |

| Candidat          | Voix | % | +/- | Résultat      |
| ----------------- | ---- | - | --- | ------------- |
| Feleti Teo        | 581  |   |     | élu           |
| Sa'aga Talu Teafa | 499  |   |     | réélu         |
| Sam Teo           | 172  |   |     | sortant battu |

### Nui
| Député sortant | Député sortant     | Faction      | Fonctions      | Sortant se représente ? | Élu | Élu                | Positionnement de l'élu |
| -------------- | ------------------ | ------------ | -------------- | ----------------------- | --- | ------------------ | ----------------------- |
|                | Mackenzie Kiritome | Gouvernement | simple député  | oui                     |     | Mackenzie Kiritome |                         |
|                | Puakena Boreham    | Opposition   | simple députée | oui                     |     | Sir Iakoba Italeli |                         |

| Candidat           | Voix | % | +/- | Résultat        |
| ------------------ | ---- | - | --- | --------------- |
| Mackenzie Kiritome | 352  |   |     | réélu           |
| Sir Iakoba Italeli | 311  |   |     | élu             |
| Puakena Boreham    | 291  |   |     | sortante battue |

### Nukufetau
| Député sortant | Député sortant    | Faction      | Fonctions                                         | Sortant se représente ? | Élu | Élu               | Positionnement de l'élu |
| -------------- | ----------------- | ------------ | ------------------------------------------------- | ----------------------- | --- | ----------------- | ----------------------- |
|                | Enele Sopoaga     | Opposition   | Chef de l'Opposition                              | oui                     |     | Enele Sopoaga     |                         |
|                | Panapasi Nelesoni | Gouvernement | ministre des Affaires étrangères et de la Justice | oui                     |     | Panapasi Nelesoni |                         |

| Candidat          | Voix | % | +/- | Résultat |
| ----------------- | ---- | - | --- | -------- |
| Panapasi Nelesoni | 408  |   |     | réélu    |
| Enele Sopoaga     | 402  |   |     | réélu    |
| Taimitasi Paelati | 374  |   |     |          |
| Nikolasi Apenelu  | 324  |   |     |          |

### Nukulaelae
| Député sortant | Député sortant   | Faction      | Fonctions             | Sortant se représente ? | Élu | Élu              | Positionnement de l'élu |
| -------------- | ---------------- | ------------ | --------------------- | ----------------------- | --- | ---------------- | ----------------------- |
|                | Namoliki Sualiki | Opposition   |                       | oui                     |     | Namoliki Sualiki |                         |
|                | Seve Paeniu      | Gouvernement | ministre des Finances | oui                     |     | Seve Paeniu      |                         |

| Candidat         | Voix | % | +/- | Résultat                    |
| ---------------- | ---- | - | --- | --------------------------- |
| Seve Paeniu      | -    | - | -   | reconduit (sans adversaire) |
| Namoliki Sualiki | -    | - | -   | reconduit (sans adversaire) |

### Vaitupu
| Député sortant | Député sortant | Faction      | Fonctions                                            | Sortant se représente ? | Élu | Élu            | Positionnement de l'élu |
| -------------- | -------------- | ------------ | ---------------------------------------------------- | ----------------------- | --- | -------------- | ----------------------- |
|                | Isaia Taape    | Gouvernement | ministre de la Santé et de la Protection sociale     | oui                     |     | Paulson Panapa |                         |
|                | Nielu Meisake  | Gouvernement | ministre des Transports, du Tourisme et de l'Énergie | oui                     |     | Maina Talia    |                         |

| Candidat       | Voix | % | +/- | Résultat      |
| -------------- | ---- | - | --- | ------------- |
| Paulson Panapa | 585  |   |     | élu           |
| Maina Talia    | 448  |   |     | élu           |
| Nielu Meisake  | 420  |   |     | sortant battu |
| Isaia Taape    | 349  |   |     | sortant battu |

## Formation du gouvernement
Pendant plusieurs semaines après le scrutin, l'élection d'un nouveau premier ministre ne peut toujours pas avoir lieu car le mauvais temps en mer empêche les députés de rejoindre Funafuti et siéger. Le Fale i Fono s'assemble finalement le 26 février. Sir Iakoba Italeli est élu président du parlement, fonction pour laquelle il est le seul candidat. Le chef de l'opposition Enele Sopoaga renonce à briguer la direction du gouvernement, n'ayant pas assez de soutiens, et le candidat de la majorité sortante, Feleti Teo, devient Premier ministre : seul candidat, il recueille les votes de onze députés (lui-même compris),. Il nomme son gouvernement dans la foulée.
Le nouveau Premier ministre réaffirme très rapidement le maintien de la reconnaissance diplomatique de son pays pour Taïwan, ainsi que son soutien pour le traité stratégique signé en 2023 avec l'Australie.